# Arenostola taurica
Arenostola taurica är en fjärilsart som beskrevs av Otto Staudinger 1899. Arenostola taurica ingår i släktet Arenostola och familjen nattflyn. Inga underarter finns listade i Catalogue of Life.